# Tylophora lycioides
Tylophora lycioides är en oleanderväxtart som först beskrevs av Ernst Meyer, och fick sitt nu gällande namn av Joseph Decaisne. Tylophora lycioides ingår i släktet Tylophora och familjen oleanderväxter. Inga underarter finns listade i Catalogue of Life.